# 무대의상

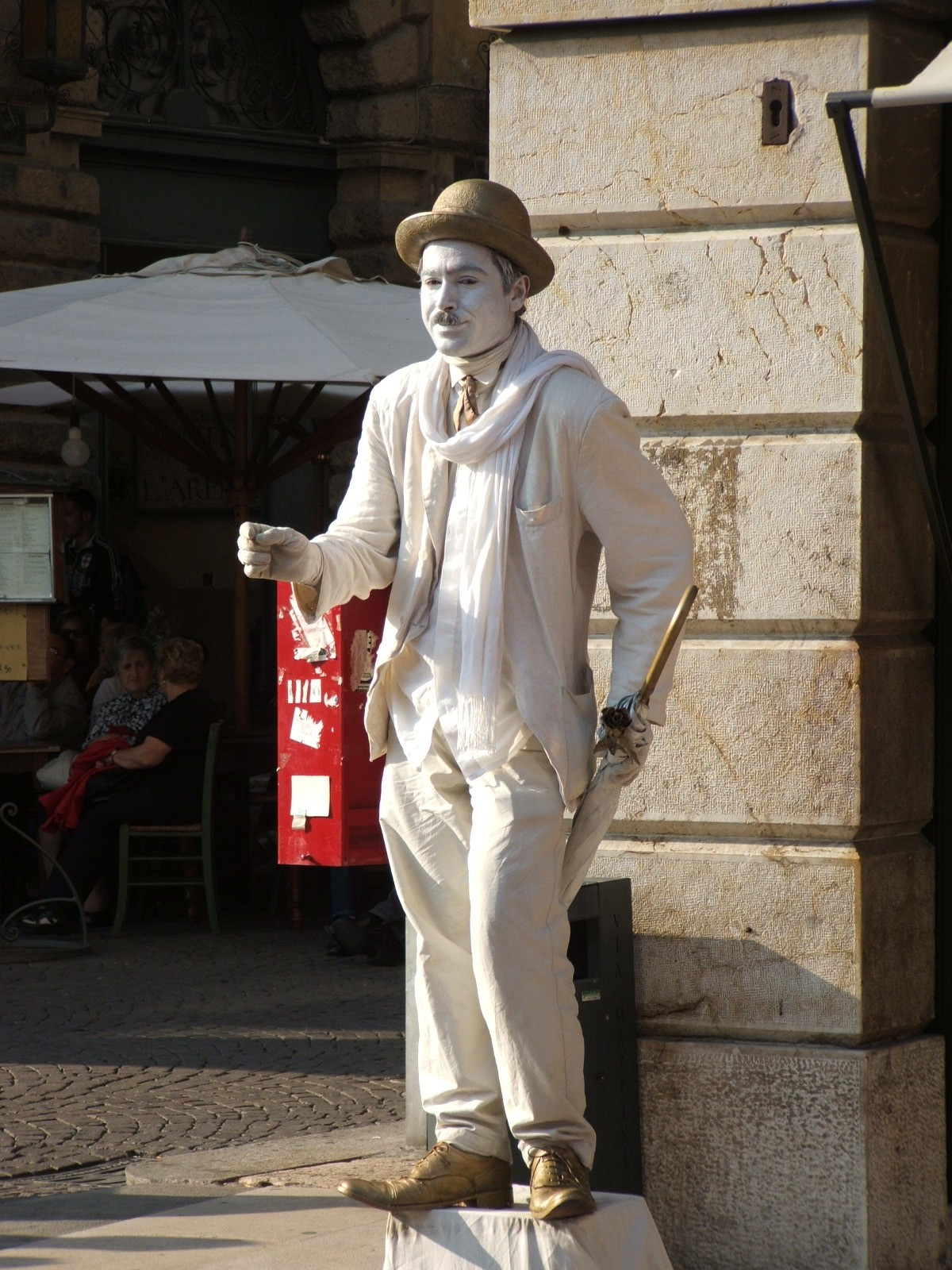
찰리 채플린의 옷을 입은 스트리트 배우

무대의상(舞臺衣裳, stage costume)은 무대 위에서 공연자가 착용하는 옷을 의미한다. 무대분장(stage performance) 가운데서도 중요한 부분을 차지한다. 의상계획은 작품에 따라서는 출연하는 배우와 연출가가 상담하여 결정하는 경우도 있다. 그러나 등장인물이 많은 작품, 혹은 고전극과 같은 특수한 스타일의 작품인 경우에는 의상 디자이너에 의하여 통일적인 계획을 수립하는 일이 필요하다.
무대의상은 역사적인 모습을 묘사할 수 있고, 등장인물의 특정한 면을 과장하기 위해 사용할 수도 있다.